# Williamsonia lintneri
Williamsonia lintneri – gatunek ważki z rodziny szklarkowatych (Corduliidae). Występuje na terenie Ameryki Północnej.

## Charakterystyka
- Ubarwienie: ma pomarańczowe pierścienie na odwłoku. Twarz jest w kolorze pomarańczowo-brązowym, a oczy szaro-niebieskie do błękitu;
- Wielkość: to najmniejszy szmaragd w rodzinie, długość jego ciała to ok. 1,3 cala;
- Sezon występowania: sezon lotów trwa od końca kwietnia do początku lipca, natomiast w Wisconsin dorosłe okazy zostały zaobserwowane od początku maja do początku czerwca.
- Siedlisko: preferują zazwyczaj płytkie baseny bagienne i kwaśne torfowiska, często z turzycą żylastą lub trójstronną i nielicznymi krzewami[3].